# Gliese 163 c
Gliese 163 c est une exoplanète potentiellement habitable
, qui a été découverte à l’aide du spectrographe High Accuracy Radial velocity Planet Searcher (HARPS) par les astronomes de l’ESO. Il s'agirait d'une super-Terre gravitant dans la zone habitable autour de son étoile Gliese 163, une naine rouge située dans la constellation de la Dorade.